# 付喪神
付喪神、つくも神（つくもがみ）とは、日本に伝わる、長い年月を経た道具などに精霊（霊魂）が宿ったものである。人をたぶらかすとされた。また、『伊勢物語』の古注釈書である『伊勢物語抄』（冷泉家流伊勢抄）では、『陰陽記』にある説として百年生きた狐狸などが変化したものを「つくもがみ」としている。現代では九十九神と表記されることもある。

## 概要
「つくもがみ」という言葉、ならびに「付喪神」という漢字表記は、室町時代の御伽草子系の絵巻物『付喪神絵巻』に見られるものである。それによると、道具は100年という年月を経ると精霊を得てこれに変化することが出来るという。「つくも」とは、「百年に一年たらぬ」と同絵巻の詞書きにあることから「九十九」（つくも）のことであるとされ、『伊勢物語』（第63段）の和歌にみられる老女の白髪をあらわした言葉「つくも髪」を受けて「長い時間（九十九年）」を示していると解釈されている。
『付喪神絵巻』に記された物語は次のようなものである。器物は百年経つと精霊を宿し付喪神となるため、人々は「煤払い」と称して毎年立春前に古道具を路地に捨てていた。廃棄された器物たちが腹を立てて節分の夜に妖怪となり一揆を起こすが、人間や護法童子に懲らしめられ、最終的には仏教に帰依をする。物語のなかで語られている「百年で妖怪になる」などの表現は厳密に数字として受け止める必要はなく、人間も草木、動物、道具でさえも古くなるにつれて霊性を獲得し、自ら変化する能力を獲得するに至るということを示しているのであろうと解釈できる。
「つくもがみ」という存在を直接文中に記している文献資料は、『付喪神絵巻』を除くと、『伊勢物語』の古注釈書に「つくも髪」の和歌の関連事項としてその語句の解釈が引かれる以外には確認されておらず、その用例は詳細には伝来していない。『今昔物語集』などの説話集には器物の精をあつかった話が見られたり（巻27「東三条銅精成人形被掘出語」）、おなじく絵巻物である『化物草紙』では、銚子（ちょうし）などが化けた話、かかしが化けた話などが描かれているが、「つくもがみ」といった表現は見られない。江戸時代の草双紙などにもほとんど「付喪神」という表現は使われていない。
小松和彦は、器物が化けた妖怪の総称としての「つくも神」は中世に最も流布したものであり、近世には衰退した観念であった。幕末になり浮世絵の題材として器物の妖怪は再浮上したものの、それは「つくも神」の背景にあった信仰とは切り離された表現だった、と考察している。

## 絵画作品
付喪神が描かれている『付喪神絵巻』では、物語の冒頭に「陰陽雑記に云ふ。 器物百年を経て、化して精霊を得てより、人の心を誑かす、これを付喪神と号すと云へり」とあり、道具が変化することを「付喪神」としている（ただし『陰陽雑記』および『伊勢物語抄』（冷泉家流伊勢抄）に引用されている『陰陽記』という書物の実在は確認されていない）。本文中、それらの姿は「男女老少の姿」（人間のかたち）「魑魅悪鬼の相」（鬼のかたち）「狐狼野干の形」（動物のかたち）などをとっていると文章には表現され、絵画に描かれている。また、変化したのちの姿は「妖物」などと表記されている（詳しくは付喪神絵巻#付喪神の項を参照）。
『付喪神絵巻』よりも先行していると見られる絵巻物にも、道具がモチーフとなっている妖怪を絵画で確認することは出来、『土蜘蛛草紙』には、五徳が頭についているものや、手杵に蛇の体と人の腕が2本くっついたものや、角盥（つのだらい）に歯が生えそのまま顔になっているものなどが描かれている。また、角盥がモチーフとなったとおぼしい顔は『融通念仏縁起』や『不動利益縁起絵巻』に描かれている疫神にほぼ同様のかたちのものが描かれている。ただし、いずれも道具だけではなく、動物や鬼のかたちをしたものと混成している。これは『付喪神絵巻』や『百鬼夜行絵巻』などにも見られる特徴である。

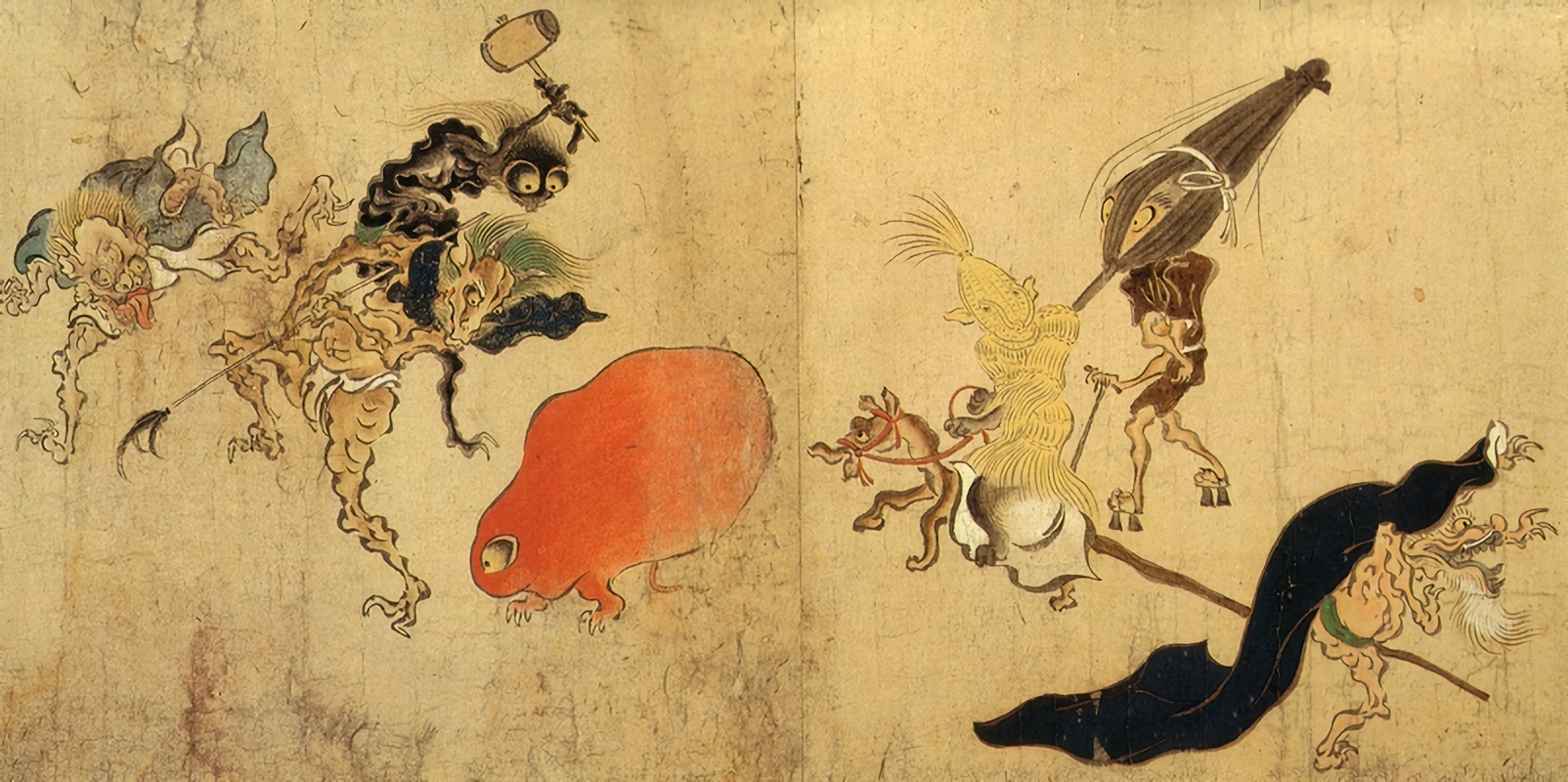
室町時代の『百鬼夜行絵巻』（作者不詳）。道具の妖怪であることから一般に付喪神であると考えられている。

室町時代の作例であるとされるとされる現存品も確認されている『百鬼夜行絵巻』は、道具の妖怪と見られるものが多く描かれている。現在ではこれら道具の妖怪たちは「付喪神を描いたもの」であると考えられてもいる。また、もともと『百鬼夜行絵巻』に描かれている行列の様子は『付喪神絵巻』に見られる妖物たち（年を経た古物）の祭礼行列の箇所を描いたものではないかとも考察されている。

## 道具をあつかった表現
道具を人格のある存在としてあつかっている作品には、他に『調度歌合』（ちょうどうたあわせ）という道具たちが歌合せをおこなうという形式をとったものも室町時代以前に存在しており、『付喪神絵巻』などで道具が変化する対象としてあつかわれている事と近い発想であるとも考えられる。
ブラウザゲーム「刀剣乱舞」に登場する刀剣男士達は、刀剣に宿る付喪神が人の姿を得て顕現した。と設定されている。

### 註

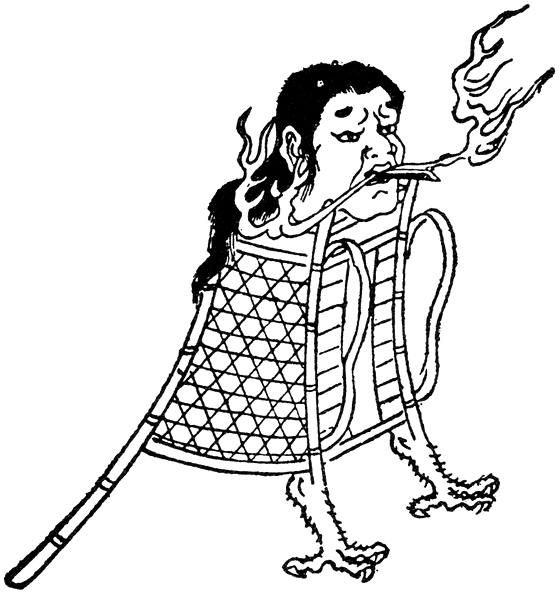
西川祐信『絵本武者備考』より、足利直義の邸に現れたとされる笈の化物。

1. ↑  小松和彦は「器物の妖怪 - 付喪神をめぐって」（『憑霊信仰論』 講談社〈講談社学術文庫〉、1994年、326-342頁。ISBN 4-06-159115-0）において、江戸時代以前の年をへた生物を含めた広義のつくもがみを「つくも神」、道具由来の妖怪全般を「付喪神」と仮に表記して文章を進めている（p. 331）。